# Victoria Voronina
Pour les articles homonymes, voir Voronina.
Victoria Voronina (russe : Виктория Воронина) est une gymnaste trampoliniste russe née le 24 février 1988 en RSFS de Russie. 

## Carrière
Lors des Championnats d'Europe de trampoline 2006 à Metz, Victoria Voronina est sacrée championne d'Europe par équipes en double mini-trampoline et vice-championne d'Europe en double mini-trampoline individuel. Elle fait partie de l'équipe de Russie médaillée d'or aux Championnats du monde de trampoline 2007 à Québec. 
L'équipe de Russie conserve son titre en double mini-trampoline aux Championnats d'Europe 2008, où Voronina est médaillée de bronze en double mini-trampoline individuel. Elle remporte aux championnats du monde 2009 à Saint-Pétersbourg deux médailles d'or en double mini-trampoline individuel et par équipe ainsi qu'une médaille d'argent en trampoline par équipe. Elle est médaillée d'or la même année en double mini-trampoline aux Jeux mondiaux à Kaoshiung. 
Aux championnats d'Europe 2010 à Varna en Bulgarie, l'équipe de Russie composée de Galina Goncharenko, Natalia Kolesnikova, Irina Karavaeva et elle-même remporte le titre continental. Elle est médaillée de bronze avec Karavaeva en trampoline synchronisé. Elle prend part aux championnats du monde 2010 à Metz, et obtient avec Karavaïeva le titre mondial en trampoline synchronisé.
Aux championnats du monde 2011 à Birmingham, Voronina termine troisième de l'épreuve de double-mini trampoline individuel.